# Стелс вертоліт

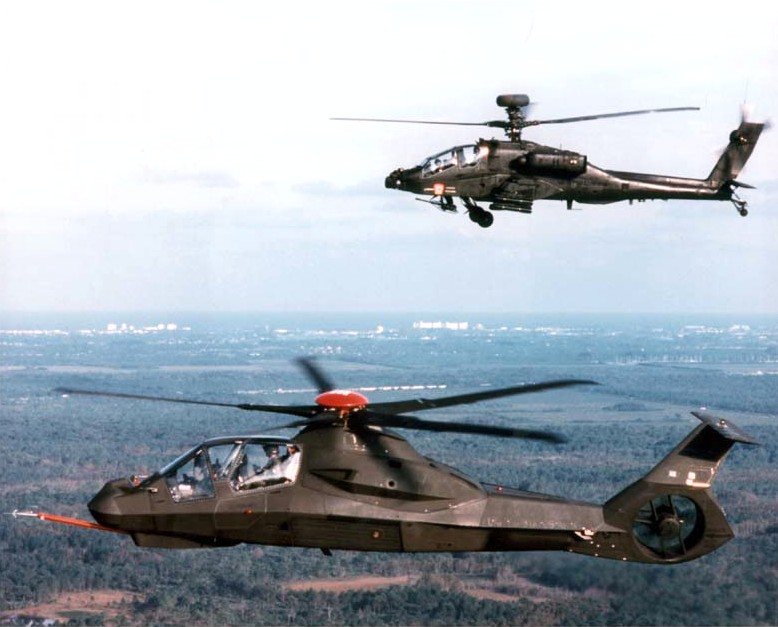
Стелс вертоліт RAH-66 Comanche (спереду) у строю зі звичайним вертольотом AH-64 Apache (позаду)

Стелс вертольоти — це вертольоти які створені за стел технологією щоб уникати виявлення. Вертольоти менше пристосовані для використання у стелс технології ніж літаки, через шум який створює несний гвинт, що створює сильні радарні сигнатури. У останні роки конструкції лопатей створені таким чином, щоб зменшити шум, яка є великою проблемою для таємних операцій. Рейд на сховище Осами бен Ладена у травні 2011 довів, що два вертольоти Sikorsky UH-60 Black Hawks, сильно модифіковані для таємних операцій з використанням стелс технологій мало помітні для радарів.

## Приклади
Було декілька стелс вертольотів:
- Модифікований Hughes 500P (1972), який мав назву "Тихоня" мав зменшений шум і використовувався лише один раз ЦРУ під час війни у В'єтнамі для прослуховування телефонних розмов.[8]
- Boeing/Sikorsky RAH-66 Comanche (1996–2004) стелс вертоліт; призначався для розвідувальних завдань армії США, проте розробка проекту була припинена на етапі прототипу через зростання вартості проекту і значних технічних проблем.[4]
- Один або кілька вертольотів Sikorsky UH-60 Black Hawks використовувалися під час рейду на сховок Осами бен Ладена 1 травня 2011 можливо були оснащені стелс технологіям. Для цього використовували спеціальні матеріали і гострі кути та плаксі поверхні у конструкції фюзеляжу. Використано технології які використовували у попередніх літальних апаратах.[9][10][11][12][13]
- У деяких вертольотах, таких як HAL Light Combat Helicopter і Eurocopter Tiger, використано заходи зі зменшення помітності або "стелс". Використання сучасних композитних матеріалів у планері допомогло зменшити  помітність літальних апаратів при опроміненні радаром.[14] На Eurocopter Tiger, було вжито заходи для створення мінімального візуального, радарного, ІЧ та акустичного профілю для покращення бойової живучості.[15][16] Повідомляється, що HAL Light Combat Helicopter оснащено системою цифрового камуфляжу.[17]